# Marcipa talusina
Marcipa talusina är en fjärilsart som beskrevs av William Schaus 1893. Marcipa talusina ingår i släktet Marcipa och familjen nattflyn. Inga underarter finns listade i Catalogue of Life.